# Diane Savereide
Diane Savereide (ur. 25 listopada 1954 w Albuquerque) – amerykańska szachistka, mistrzyni międzynarodowa od 1978 roku.

## Kariera szachowa
Od połowy lat 70. do końca 80. XX wieku należała do ścisłej czołówki amerykańskich szachistek. Pierwszy z pięciu tytułów indywidualnej mistrzyni kraju zdobyła w roku 1975, kolejne – w latach 1976, 1978 (wspólnie z Rachel Crotto), 1981 i 1984. Pomiędzy 1976 a 1988 sześciokrotnie wystąpiła na szachowych olimpiadach (w tym 5 razy na I szachownicy), najlepszy wynik uzyskując w roku 1976 w Hajfie, gdzie szachistki amerykańskie zajęły IV miejsce. Czterokrotnie (1976, 1979, 1982, 1985) brała udział w turniejach międzystrefowych (eliminacji mistrzostw świata), największy sukces w karierze osiągając w roku 1979 w Alicante, gdzie zajęła V miejsce. W następnym roku wystąpiła w Polsce, zajmując VIII lokatę w rozegranym w Bydgoszczy międzynarodowym turnieju kobiet.
Najwyższy ranking w karierze osiągnęła 1 stycznia 1987, z wynikiem 2280 punktów dzieliła wówczas 47-52. miejsce na światowej liście FIDE, jednocześnie zajmując 2. miejsce (za Anną Achszarumową) wśród amerykańskich szachistek. Od 1988 nie startuje w turniejach klasyfikowanych przez Międzynarodową Federację Szachową.